# San Jacinto, Kalifornien
San Jacinto är en stad (city) i Riverside County, i delstaten Kalifornien, USA. Enligt United States Census Bureau har staden en folkmängd på 45 218 invånare (2011) och en landarea på 66,6 km².